# صحيفة الاسكتلنديين
صحيفة الاسكتلنديين أو ذا سكوتسمان هي صحيفة اسكتلندية مدمجة وموقع إخباري يومي مقرها في إدنبرة. تأسست لأول مرة كجريدة سياسية راديكالية في عام 1817، وبدأت النشر اليومي في عام 1855 وظلت صحيفة عريضة حتى أغسطس 2004. كما تنشر شركتها الأم، ناشيونال وورلد، صحيفة إدنبرة المسائية الإخبارية. وقد بلغ توزيعها المطبوع المدقق 8,762 نسخة مطبوعة في الفترة من يوليو إلى ديسمبر 2022. وبلغ متوسط عدد زوار موقعها الإلكتروني Scotsman.com 138,000 زائر فريد يوميًا اعتبارًا من عام 2017. احتفلت الصحيفة بالذكرى المئوية الثانية لتأسيسها في 25 يناير 2017.

## تاريخ
تأسست صحيفة اسكتلنديان في عام 1816، وأُطلقت لأول مرة، في 25 يناير 1817، كصحيفة أسبوعية ليبرالية على يد المحامي ويليام ريتشي وموظف الجمارك تشارلز ماكلارين ردًا على "التبعية الخجولة" للصحف المنافسة لمؤسسة إدنبرة. وكان هذان الاثنان بالإضافة إلى جون رامزي ماكولوخ من مؤسسي المشروع.
وقد تعهدت الصحيفة "بالحياد والحزم والاستقلالية". وكان السعر في الأصل 6 شلنات بالإضافة إلى 4 شلنات ضريبة. وبعد إلغاء ضريبة طوابع الصحف في اسكتلندا عام 1855، أعيد إطلاق الاسكتلنديين كصحيفة يومية بسعر 1 شلن، وكان توزيعها 6000 نسخة.